# عزلة الموسطه الغربية (الحديدة)

تعديل مصدري - تعديل

عزلة الموسطه الغربية هي إحدى عزل مديرية برع في محافظة الحديدة اليمنية ويبلغ تعداد سكانها 6412 نسمة حسب التعداد السكاني في اليمن لعام 2004.

## روابط خارجية
- الجهاز المركزي للإحصاء بالجمهورية اليمنية
- المركز الوطني للمعلومات باليمن
- World Gazetteer:Yemen
- الدليل الشامل